# Áltiszafafélék
Az áltiszafafélék (Cephalotaxaceae) a fenyőalakúak (Pinales) rendjének egyik, az ezredforduló táján megszüntetett családja. Egyes rendszerekben a közeli rokon tiszafafélékkel (Taxaceae) együtt alkotta a Taxales rendet.
Az áltiszafafélék és a tiszafák hasonlóságát régebben konvergens sajátosságoknak hitték, és ez ki is fejeződött a rendszerekben. Soó Rezső az áltiszafaféléket a valódi tűlevelűek rendjébe (Coniferales) helyezi, a ciprusfélék (Cupressaceae) és az araukáriafélék (Araucariaceae) közé, míg a tiszafáknak külön rendet nyit. Hortobágyi Tibor már külön osztályt nyit a tiszafáknak (Taxopsida), az áltiszafák viszont a tűlevelűek osztályában maradnak (Coniferopsida). A legújabb genetikai, sejttani, kemotaxonómiai vizsgálatok azonban egyértelműen tanúsítják, hogy az áltiszafák a tiszafák testvércsoportja, és a hasonló sajátosságok (törzsszerkezet, levelek egy síkban helyezkednek el az ágvégeken, egy magkezdemény alakul maggá stb.) nem konvergens tulajdonságok, hanem valóban a monofiletikus eredetet bizonyítják. Fontos viszont azt tudni, hogy az áltiszafafélék arillusa nem homológ képlet a tiszafákéval. Ugyanis a tiszafa magköpenye egy valódi makrosporofillum, míg az áltiszafák magvának külső rétege (mely teljesen burkolja a magot), nem más mint a mag külső burkának elhúsosodása (mely tele van gyantajáratokkal), ez alatt található a fás integumentum. Az áltiszafaféléket egyes korábbi rendszerek (pl. Jarmolenno) már morfológiai sajátosságaik alapján a tiszafák közé helyezték, nem sejtve a genetikai vizsgálatok későbbi eredményét.
A korszerű vizsgálatok alapján a családot beolvasztották (a tiszafák (Taxaceae) közé.